# Moritasgus stresemanni
Moritasgus stresemanni är en insektsart som beskrevs av Günther 1935. Moritasgus stresemanni ingår i släktet Moritasgus och familjen Diapheromeridae. Inga underarter finns listade i Catalogue of Life.